# La Betulia liberata (Metastasio)
La Betulia liberata ist ein Libretto zu einer azione sacra in zwei Teilen von Pietro Metastasio. Es ist das fünfte seiner sieben in Wien geschriebenen Oratorienlibretti und wurde ungefähr 50 Mal vertont. Erstmals aufgeführt wurde es in der Vertonung von Georg Reutter am 8. April 1734 in der Hofburgkapelle in Wien. Die bekannteste Vertonung stammt von Wolfgang Amadeus Mozart (→ La Betulia liberata).
Eine deutsche Übersetzung des Librettos erschien 1753 und 1766 in Augsburg als Sprechdrama mit dem Namen Die heldenmüthige Judith, oder das errettete Bethulien in der Geistlichen Schaubühne des Ulmer Augustiners Peter Obladen.

## Handlung
Die Handlung basiert auf dem zweiten bis sechsten Kapitel des Buchs Judit, einem deuterokanonischen bzw. apokryphen Buch des Alten Testaments. Während der Belagerung der israelitischen Stadt Betulia durch das assyrische Heer Nebukadnezars II. geht die fromme Witwe Judit unbewaffnet ins feindliche Lager und enthauptet den General Holofernes mit seinem eigenen Schwert. So gelingt es ihr, die Stadt zu retten.

### Erster Teil
In einer Rede versucht Ozía, dem Volk im belagerten Betulia Mut zu machen. Die Israelitin Amital jedoch zweifelt an der Möglichkeit einer Rettung. Die eigenen Soldaten seien völlig ausgehungert und die befreundeten Nachbarvölker wurden bereits unterworfen. Auch Gott selbst habe sich offensichtlich gegen sie gewandt. Der Volkshauptmann Cabri berichtet vom Chaos in der Stadt und der Mutlosigkeit der Einwohner. Ozía erinnert jedoch an die früheren Wohltaten Gottes. Für ihn ist es bereits ein gutes Zeichen, dass Holofernes die Stadt noch nicht gestürmt hat. Amital wirft Ozía vor, keinen Frieden mit den Assyrern geschlossen zu haben. Selbst wenn diese keine Gnade zeigen sollten, wäre ein Tod durch das Schwert besser als qualvoll zu verdursten. Man solle endlich aufgeben und die Stadttore öffnen.
Das Volk erhebt sich, um aus der Stadt zu fliehen. Ozía gelingt es, sie noch um fünf weitere Tage zu vertrösten. Gemeinsam mit dem Volk bittet er Gott, bei der Bestrafung ihrer Sünden Barmherzigkeit zu üben, damit die Heiden nicht denken, er habe sie im Stich gelassen. In diesem Moment nähert sich die fromme Witwe Judit, die seit dem Tode ihres Mannes vor vier Jahren in Abgeschiedenheit gelebt hatte.
Judit ist entsetzt über den Beschluss, den Feinden nach Ablauf von fünf Tagen die Stadttore zu öffnen und beschuldigt die anderen, das rechte Maß zwischen Furcht und Hoffnung verloren zu haben. Beeindruckt von ihrer Rede fordert Ozía sie auf, die Führung zu übernehmen. Judit rät, auf Gott zu vertrauen und die Drangsale geduldig zu ertragen. Gott wolle sein Volk nicht unterdrücken, sondern lediglich seine Treue prüfen, wie er es bereits bei Abraham, Isaak, Jakob und Mose getan habe. Sie erzählt, dass Gott ihr einen Plan eingegeben habe und bittet die anderen, sie durch ihr Gebet zu unterstützen.
Carmi, ein anderer Volkshauptmann, bringt den gefangenen Fürsten der Ammoniter, Achior, den die Feinde in der Nähe der Stadt an einen Baum gefesselt zurückgelassen hatten. Holofernes hatte von ihm Aufklärung über den Grund für die Hartnäckigkeit der Israeliten verlangt. Er hatte ihm daraufhin die Geschichte des Volks erzählt und sie mit dem Hinweis darauf beendet, dass Gott selbst für sie streiten werde, sofern sie ihm getreu geblieben seien. Nur falls sie ihm untreu geworden sein sollten, hätten ihre Gegner eine Chance auf den Sieg. Holofernes habe ihn daraufhin zornig nach Betulia geschickt, damit er das Schicksal der Einwohner teilen solle. Ozìa verspricht Achior seine Freundschaft und lässt ihn in sein Haus führen. Auch Amital, Carmi und Cabri gehen.
Judit kehrt zurück. Sie hat ihre Trauerkleidung durch prächtige Gewänder ersetzt und sich sorgfältig geschmückt. Sie bittet Ozía, die Tore zu öffnen, damit sie die Stadt in Begleitung ihrer Magd verlassen könne. Im Schlusschor des ersten Teils staunen die Einwohner Betulias über ihren Mut.

### Zweiter Teil
Ozía führt einen theologischen Disput mit Achior. Dieser hat bereits angekündigt, den jüdischen Gott verehren zu wollen. Er möchte aber nicht von den Göttern seines eigenen Volkes lassen. Ozía erklärt ihm, dass dies nicht möglich sei, da es nur einen einzigen Gott gebe. Er beweist ihm das mit Mitteln der Vernunft: Wenn es mehrere Götter geben würde, wäre jedem einzelnen von ihnen Grenzen gesetzt. Sie wären nicht mehr allmächtig und seien somit auch keine Götter. Der einige Gott der Israeliten dagegen sei mit dem Verstand nicht zu begreifen, da er niemandem unterworfen sei und keinen Einschränkungen unterliege. Gott sei in allem, und man könne ihn am besten im eigenen Herzen finden. Achiors Zweifel sind jedoch noch nicht vollständig überwunden.
Amital fragt Ozía nach dem Grund für die ungewöhnliche Ruhe, die in Betulia eingekehrt ist. Sie vergleicht sie mit der Ruhe vor einem Sturm und glaubt nicht an eine Rettung durch Judit.
Judit kehrt in die Stadt zurück und ruft die Einwohner auf, Gott zu preisen, da er durch ihre Hand gesiegt habe. Nachdem sie Betulia verlassen habe, sei sie von den feindlichen Kundschaftern festgenommen und Holofernes vorgeführt worden. Sie habe ihm einen Teil ihrer Geschichte erzählt und sei daraufhin zu einem festlichen Mahl geladen worden, bei dem sich Holofernes betrunken habe. Schließlich sei sie allein mit ihm zurückgeblieben. Nachdem er eingeschlafen war, habe sie ein Gebet gesprochen, sein Schwert ergriffen und ihm den Kopf abgeschlagen. Sie habe dann sein Haupt in einen Vorhang eingewickelt und ihrer Magd übergeben. Anschließend seien sie unbehelligt nach Betulia zurückgekehrt. Achior erkennt das Haupt des Holofernes. Nach einem ersten Schreck ist er nun vollständig überzeugt von der Wahrheit des israelitischen Glaubens. Auch Amital gesteht ihre Schuld ein und bereut ihr fehlendes Vertrauen.
Cabri meldet, dass die Feinde inzwischen vollständig besiegt seien. Die Israeliten hatten einen Angriff vorgetäuscht, worauf die Assyrer zum Zelt Holofernes’ liefen und seinen Leichnam gefunden hatten. Daraufhin seien sie geflohen und hätten sich in der Verwirrung gegenseitig getötet. Alle preisen die Tat Judits. Diese jedoch meint, lediglich als Werkzeug Gottes gehandelt zu haben. Daher gebühre ihm allein der Ruhm. Im Schlusschor greift das gesamte Volk dies in einem Lobpreis Gottes auf.

## Geschichte
Das Libretto ist eine Antwort Metastasios auf die dramatische außenpolitische Situation von 1733/34. Während des Polnischen Thronfolgekriegs drang das Heer Karl Emanuels III. von Savoyen aus in die Lombardei und Mailand ein und besiegte das österreichische Heer u. a. bei Parma. Unter diesen Eindrücken wich Metastasio im Thema seines neuen Oratoriums von seinen früheren Werken ab. Statt wie sonst das Dilemma zwischen Pflicht und Wollen zu thematisieren, versuchte er, die Zuhörer an die Seite des Herrschers zu stellen und erinnerte an die erfolgreich abgewendete Türkenbelagerung von 1683, den Sieg bei Petrovaradin 1716 und die Belagerung und Eroberung Belgrads durch Prinz Eugen 1717. Um die Bevölkerung aufzurichten, wird die Furcht im Libretto noch stärker getadelt als in der biblischen Vorlage.

## Gestaltung
Die sieben Wiener Oratorien Metastasios stehen in der Nachfolge derjenigen seines Amtsvorgängers Apostolo Zeno. Einfachheit und Klarheit im Aufbau sind vorherrschend. Metastasio verzichtete innerhalb der Handlung auf göttliche und allegorische Personen und hielt sich an die drei Aristotelischen Einheiten von Raum, Zeit und Handlung. Daher werden viele Passagen nur rückblickend erzählt. Seine theologischen Interpretationen halten sich streng an die exegetischen Vorgaben der Kirche. An vielen Stellen gab er Belege in Form von Bibelstellen und Zitaten aus Schriften von Kirchenlehrern an. Wie in seinen Opernlibretti wird die Handlung in Rezitativen dargestellt, die in Da-Capo-Arien münden. Ensemblestücke und Chöre werden nur sparsam eingesetzt.
Der philosophische Diskurs zwischen Ozía und Achior am Anfang des zweiten Teils hat eine zentrale Bedeutung. Er entspricht dem Anliegen der Aufklärung, die Menschen durch Vernunft zum „Licht“ der Erkenntnis zu führen. Metastasio vermittelt hier zwischen dem Christentum und dem Rationalismus. Trotz der Erbsünde ist es dem Menschen möglich, Gott mit Hilfe der Vernunft zu erkennen. Dennoch ist eine wahre Umkehr nur mit Hilfe der göttlichen Gnade möglich.
Im Vergleich zur biblischen Vorlage wertete Metastasio einige Nebenfiguren auf. Ozía steht für die „theologische Stimme des Oratoriums“ und übernimmt die Rolle des Priesters Eljakim. Achior ist der „vernunftbegabte Heide“, der es verdient, zum rechten Glauben bekehrt zu werden. Achior steht somit im Gegensatz zu Holofernes. Der theologische Diskurs der beiden stammt nicht aus der biblischen Vorlage. Cabri spricht für das Volk und die von Metastasio hinzugedichtete Amital für die verzweifelten Mütter und das mangelnde Gottvertrauen. Ihre Einkehr am Schluss hat Vorbildwirkung.
Der philosophische Gottesbeweis im Dialog zwischen Ozía und Achior verschaffte Metastasio den Ehrentitel „Il poeta filosofo“ („der philosophische Dichter“). In späteren Bearbeitungen wurden jedoch häufig gerade die philosophisch-theologisch bestimmten Textpassagen gekürzt (z. B. bei Jommelli, Holzbauer oder Anfossi). Ähnliches gilt für einige neuzeitliche Aufführungen von Mozarts ursprünglich vollständig vertonter Fassung.

## Vertonungen
Folgende Komponisten vertonten dieses Libretto:
| Komponist                                     | Uraufführung                                                   | Aufführungsort   | Anmerkungen |  |
| --------------------------------------------- | -------------------------------------------------------------- | ---------------- | --- |  |
| Georg Reutter                                 | 8. April 1734, Hofburgkapelle                                  | Wien             | „azione sacra“; auch 1735 und 1740 in Wien |  |
| Benedetto Leoni                               | 1737, Congregazione di San Filippo Neri                        | Genua            | |  |
| Andrea Bernasconi                             | Fastenzeit 1738                                                | Wien             | „dramma sacro“; Die Partie des Carmi wurde entfernt und dessen Verse auf Amital, Cabri und Ozía verteilt; revidiert am 30. März 1754 in der Hofkapelle München; zu den Fastenzeiten 1760 und 1775 in München; 1762 in Baden  |  |
| Charles Sodi                                  | 1740                                                           |                  | |  |
| Niccolò Jommelli                              | 1743, Congregazione di San Filippo Neri                        | Venedig          | gekürzte Fassung des Librettos; auch 1743 in Rom; im März 1750 in der Congregazione di San Filippo Neri in Bologna; 1757 in Castel San Pietro; am 25. Februar 1768 im King’s Theatre am Haymarket in London; 1785 in Venedig |  |
| Giovanni Nicola Ranieri Redi                  | 1743                                                           | Florenz          | Bei Grove Music Online ist als Komponist „Matini“ angegeben. Piero Matini war jedoch lediglich der Verleger. |  |
| Baldassarre Angelini                          | 22. November 1746, oratorio di S. Filippo Neri                 | Perugia          | auch am 23. Mai 1748 in S. Francesco in Perugia. |  |
| Pasquale Cafaro                               | 1746                                                           | Neapel           | |  |
| Vincenzo Legrenzio Ciampi                     | 1747                                                           | Venedig          | als Bethulia liberata |  |
| Antonio Aurisicchio                           | 1756, oratorio dei Padri di S. Girolamo della Carità           | Rom              | |  |
| Ignaz Holzbauer                               | 4. April 1760, Cappella elettorale Palatina                    | Mannheim         | vermutlich auch 1761 in Wien; das Libretto wurde deutlich gekürzt, insbesondere in den philosophischen Diskursen |  |
| Giovanni Bonaventura Matucci                  | 1760                                                           |                  | |  |
| Giovanni Ricci                                | 1767                                                           | Ascoli           | |  |
| Giuseppe Scolari                              | 1768                                                           | Lissabon         | „opera drammatica“ |  |
| Giuseppe Calegari                             | 1771                                                           | Padua            | |  |
| Wolfgang Amadeus Mozart → La Betulia liberata | vermutlich 1772                                                |                  | „azione sacra“, KV 74c; vollständige Vertonung des Librettos ohne Kürzungen; auch 1786 aufgeführt |  |
| Josef Mysliveček                              | 1771                                                           | Padua            | |  |
| Florian Leopold Gassmann                      | 19. März 1772, Tonkünstlersozietät                             | Wien             | „cantata“; auch 1776 in Wien |  |
| Jacob Schuback                                | 1773                                                           |                  | auch deutsch als Die Rettung Bethuliens |  |
| Franz Seydelmann                              | 1774, Hofkapelle                                               | Dresden          | |  |
| Domenico Corri                                | 18. Februar 1774, Musical Society                              | Edinburgh        | |  |
| Gennaro Manna                                 | 1775                                                           |                  | in lateinischer Sprache als Judith seu Bethuliae ab obsidione liberatio |  |
| Gianfrancesco Almerici                        | 1776                                                           | Pesaro           | |  |
| Antonio Pio                                   | 1776                                                           |                  | |  |
| Felice Alessandri                             | 1780                                                           | Venedig          | auch 1781 in Padua |  |
| Nicola Sala                                   | 1780                                                           | Neapel           | in lateinischer Sprache als Judith seu Bethuliae liberatio – Giuditta, ossia la Betulia liberata |  |
| Johann Michael Demmler                        | 1780, Katholische Schulhaus bei Sankt Salvator                 | Augsburg         | in deutscher Sprache als „Judith, oder der Entsatz Bethuliens“ |  |
| Gaetano Pugnani                               | vermutlich 1780er Jahre                                        |                  | |  |
| Pasquale Anfossi                              | 1781                                                           |                  | auch 1785 in Rom; gekürzte Fassung des Librettos |  |
| Giuseppe Morosini                             | 1781                                                           | Wien             | |  |
| Pietro Pompeo Sales                           | 1783, Hofkapelle des Kurfürsten                                | Ehrenbreitstein  | |  |
| Mattia Stabingher                             | 26. März 1783, Teatro Petrovskij                               | Sankt Petersburg | |  |
| Francesco Piticchio                           | 1786                                                           | Wien             | gravierende Änderungen am Libretto, neben Kürzungen an den Rezitativen sind auch die Arien betroffen |  |
| Andrea Favi                                   | 1787                                                           |                  | |  |
| Joseph Schuster                               | 1787                                                           |                  | auch 1796 in Dresden |  |
| Bonaventura Furlanetto                        | 1790, Ospedale della Pieta                                     | Venedig          | als Bethulia liberata |  |
| Pietro Alessandro Guglielmi                   | 1791, Teatro del Fondo di Separazione                          | Neapel           | bearbeitet von Fiori als Il trionfo di Giuditta, ossia La morte di Oloferne; auch 1795 im Teatro della Pergola in Florenz |  |
| Antonio Brunetti                              | 11. Mai 1791                                                   | Chieti           | auch am 11. Mai 1792 und 1793 in Chieti; am 27.–29. August 1799 in Tagliacozzo |  |
| Sebastiano Nasolini                           | 2. Februar 1794, Oratorio di S. Filippo Neri                   | Florenz          | „componimento drammatico“ |  |
| Giuseppe Giordani                             | 8. Mai 1796, Teatro della Fenice                               | Ancona           | |  |
| Natale Mussini                                | 27. Januar 1806, Konzertsaal des Königlichen National-Theaters | Berlin           | als Das befreite Bethulien |  |
| Johann Gottlieb Naumann                       | 13. April 1805 (posthum), Hofkapelle                           | Dresden          | |  |
| Antonio Salieri                               | 1821                                                           | Wien             | Bearbeitung (Kürzung) des Oratoriums von Florian Leopold Gassmann anlässlich der 50-jährigen Gründungsfeier der Tonkünstler-Sozietät                                                                                         |  |
| Agostino Fontana                              | unbekannt                                                      |                  | |  |
| Giacomo Francesco Milano Franco d’Aragona     | unbekannt, Biblioteca Comunale                                 | Polistena        | auch als Giuditta |  |

## Aufnahmen und Aufführungen in neuerer Zeit
- Florian Leopold Gassmann:
  - 2003 Aufführung eines Querschnitts im Alten Dom zu Linz und CD mit dem Ensemble NovAntique Linz unter der Leitung von Mario Aschauer. Solisten: Illich, Scheibelreiter, Rath, Gruber, Sawabu, Helm.[77]
- Niccolò Jommelli:
  - 2010: Aufführungen zusammen mit der Fassung von Wolfgang Amadeus Mozart bei den Salzburger Pfingstfestspielen (Felsenreitschule) und beim Ravenna-Festival (Basilica Sant’Apollinare in Classe) mit dem Orchestra Giovanile Luigi Cherubini und dem Philharmonia Chor Wien unter der Leitung von Riccardo Muti. Sänger: Terry Wey (Ozìa), Laura Polverelli (Giuditta), Dmitry Korchak (Carmi), Vito Priante (Achior).[78][79]
- Wolfgang Amadeus Mozart:
  - Viele Aufführungen und Aufnahmen (→ La Betulia liberata).
- Johann Gottlieb Naumann:
  - 2004: CD mit dem Barockorchester Das Kleine Konzert und der Rheinischen Kantorei Dormagen unter der Leitung von Hermann Max. Sänger: Harry van der Kamp (Achior), Salomé Haller (Amital), Hans Jörg Mammel (Carmi), Nele Gramß (Giuditta), Markus Schäfer (Ozia).[80]
- Gaetano Pugnani:
  - 2012: Aufführung beim Festival Terras sem Sombra im Alentejo in der Basilica Real di Castro Verde (Portugal) mit dem Orchestra Sinfonica Portoghese unter der Leitung von Donato Renzetti. Sänger: Raquel Alão, Carmen Romeu, Mikeldi Atxalandabaso, Marifé Nogales, Mário João Alves, Luís Rodrigues.[81]
- Nicola Sala:
  - 2007: Aufführung beim SanniOpera Festival im Teatro Romano in Benevento mit dem Orchestra Sinfonica Éufoniarchè unter der Leitung von Francesco Lanzillotta. Sänger: Daniela Del Monaco (Yudith), Irma Culicigno (Ozia), Emy Gasparetto (Chabri), Gianluca Bocchino (Carmi).[82]

## Digitalisate
1. ↑  Libretto (italienisch). Digitalisat des Münchener Digitalisierungszentrums. In: Opere del signor abate Pietro Metastasio, Band 6, Herissant, Paris 1780, S. 323 ff.
2. 1 2  Peter Obladen: Die heldenmüthige Judith, oder das errettete Bethulien (deutsche Übersetzung des Librettos). In: Geistliche Schaubühne. Zweite verbesserte Auflage. Matthäus Rieger und Söhne, Augsburg und Leipzig 1766. Digitalisat des Münchener Digitalisierungszentrums, S. 125.
3. ↑  Libretto (italienisch) des Oratoriums von Andrea Bernasconi, München 1754. Digitalisat des Münchener Digitalisierungszentrums.
4. ↑  Libretto (italienisch/deutsch) des Oratoriums von Andrea Bernasconi, Baden 1762. Digitalisat der Zentralbibliothek Zürich.
5. ↑  Libretto (italienisch) des Oratoriums von Niccolò Jommelli, Rom 1743. Digitalisat des Münchener Digitalisierungszentrums.
6. ↑  Libretto (italienisch) des Oratoriums von Niccolò Jommelli, Castel San Pietro 1757. Digitalisat im Museo internazionale e biblioteca della musica di Bologna.
7. ↑  Partitur des Oratoriums von Niccolò Jommelli. Digitalisat im International Music Score Library Project.
8. ↑  Partitur des Oratoriums von Pasquale Cafaro. Digitalisat im International Music Score Library Project.
9. ↑  Libretto (italienisch) des Oratoriums von Antonio Aurisicchio, Rom 1756. Digitalisat im Museo internazionale e biblioteca della musica di Bologna.
10. ↑  Partitur des Oratoriums von Wolfgang Amadeus Mozart, Breitkopf & Härtel, Leipzig 1883. Digitalisat im International Music Score Library Project.
11. ↑  Partitur des Oratoriums von Jakob Schuback. Digitalisat bei der Staatsbibliothek zu Berlin.
12. ↑  Partitur des Oratoriums von Gaetano Pugnani. Digitalisat im International Music Score Library Project.
13. ↑  Libretto (italienisch) des Oratoriums von Pasquale Anfossi, Rom 1785. Digitalisat im Internet Archive.
14. ↑  Libretto (italienisch/deutsch) des Oratoriums von Joseph Schuster, Dresden 1796. Digitalisat des Münchener Digitalisierungszentrums.
15. ↑  Libretto (italienisch) des Oratoriums von Pietro Alessandro Guglielmi, Neapel 1791. Digitalisat im Museo internazionale e biblioteca della musica di Bologna.
16. ↑  Libretto (italienisch) des Oratoriums von Pietro Alessandro Guglielmi, Florenz 1795. Digitalisat im Museo internazionale e biblioteca della musica di Bologna.
17. ↑  Partitur des Oratoriums von Pietro Alessandro Guglielmi. Digitalisat im Portal Internet Culturale.
18. ↑  Libretto (italienisch/deutsch) des Oratoriums von Johann Gottlieb Naumann, Dresden 1805. Digitalisat des Münchener Digitalisierungszentrums.